# Rawze-i-Sharif
Rawze-i-Sharif (La Mosquée du Saint en référence à Hazrat-e Ali Ibn Talib) est une mosquée bleue située au centre-ville de Mazâr-e Charîf, en Afghanistan.

## Histoire
Le sultan seldjoukide Ahmed Sanjar a construit le premier sanctuaire connu à cet endroit. Il a été détruit ou caché sous remblai de terre lors de l'invasion de Gengis Khan autour de 1220.
La Mosquée Bleue actuelle a été construite au XVe siècle par le Sultan ici Husayn Mirza Bayqarah. Elle est de loin le monument le plus important dans Mazâr-e Charîf et est considérée comme l'origine du nom de la ville (Mazâr-e-Sharif pouvant signifier à la fois "Noble Sanctuaire" et "Tombe de Sharif"). Un plan de l'emplacement fait dans les années 1910 du site montre qu'il y avait déjà eu une enceinte fortifiée plus petite dans la mosquée, qui a été rasée pour créer des parcs plus tard. Des tombes de différentes dimensions ont été ajoutées pour un certain nombre de dirigeants politiques et religieux afghans au cours des années, d'où résultent ses dimensions irrégulières actuelles. Ces tombes comprennent le tombeau en forme de dôme carré de Dost Mohammed Amir, Wazir Akbar Khan et une structure similaire pour Amir Sher Ali et sa famille.
Les talibans, qui contrôlent l'Afghanistan à partir de 1996, n'accordent pas d'importance religieuse à cette mosquée, considérée comme un lieu d'hybris, selon l'archéologue allemand Reinhard Bernbeck. 

## Culte
C'est là qu'est supposé reposer Ali ibn Abi Talib, le 4e calife de l'islam et le premier imam chiite. En plus de la tombe de l'imam, on trouve à la mosquée son épée, nommée Zulfikar, qui avait appartenu à Mahomet, ainsi qu'un exemplaire du Coran lui ayant appartenu.
Rawze-i Sharif est un haut lieu de pèlerinage pour les Afghans, ainsi que pour les autres musulmans persans. De nombreux miracles, tels que des guérisons, ont été déclarés à cet endroit.
Selon une légende locale, c'est là qu'aurait été enterré Ali qui aurait été amené ici par un chameau blanc afin de protéger ses restes de la profanation par ses ennemis. La plupart des musulmans considèrent cependant que Ali est enterré dans un mausolée à Najaf, en Irak.